# Богородка
Богородка (каз. Богородка) — село в Сандыктауском районе Акмолинской области Казахстана. Административный центр Широковского сельского округа. Код КАТО — 116459100.

## География
Село расположено в юго-восточной части района на берегу реки Атыжок, в 30 км на юг от центра района села Балкашино.

### Улицы[2][3]
- ул. Абая,
- ул. Абылай хана,
- ул. Ахмета Байтурсынулы,
- ул. Казахстанская,
- ул. Маншук Маметова,
- ул. Мира,
- ул. Мухтара Ауэзова,
- ул. Парковая,
- ул. Сакена Сейфуллина,
- ул. Толе би,
- ул. Центральная.

### Ближайшие населённые пункты
- село Красная Поляна в 7 км на юго-западе,
- село Богословка в 10 км на севере,
- село Владимировка в 12 км на северо-западе,
- село Дорогинка в 12 км на востоке,
- село Новый Городок в 15 км на западе,

## Население
В 1989 году население села составляло 883 человек (из них русских 59%, немцев 21%).
В 1999 году население села составляло 642 человека (327 мужчин и 315 женщин). По данным переписи 2009 года, в селе проживало 586 человек (303 мужчины и 283 женщины).
| Численность населения | Численность населения | Численность населения |
| 1989                  | 1999                  | 2009                  |
| --------------------- | --------------------- | --------------------- |
| 883                   | ↘642                  | ↘586                  |